# Helinho (ur. 2000)
Helinho, właśc. Hélio Júnio Nunes de Castro (ur. 25 kwietnia 2000 w Sertãozinho) – brazylijski piłkarz występujący na pozycji skrzydłowego, od 2024 roku zawodnik meksykańskiej Toluki.